# Ted Williams (Radiomoderator)
Ted Williams (* 22. September 1957 in Bedford-Stuyvesant, Brooklyn, New York) ist ein US-amerikanischer Radiomoderator aus Columbus (Ohio).  Große mediale Aufmerksamkeit erlangte er durch ein auf YouTube gepostetes Interview, das er Anfang Januar 2011 während der Zeit seiner Obdachlosigkeit gegeben hatte. Seitdem hat Williams verschiedene Arbeitsangebote erhalten.

## Hintergrund
Williams wurde in Bedford-Stuyvesant geboren, einem Viertel im New Yorker Stadtbezirk Brooklyn, wo er auch aufwuchs. Sein Vater benannte ihn nach dem Baseballspieler Ted Williams. Nach dreijährigem Dienst in der United States Army wurde er ehrenhaft entlassen und begann eine Sprecherausbildung. Der Wunsch, Radiomoderator zu werden, entstand nach eigenen Angaben als Vierzehnjähriger, als er auf einem Schulausflug einen Radiomoderator kennenlernte. Später arbeitete er nachts als Moderator für den in Columbus ansässigen Radiosender WVKO, der zu dieser Zeit besonders Soulmusik sendete. Etwa im Jahre 1993 bekam er nach eigenen Angaben Alkohol- und Drogenprobleme, die zu seiner Obdachlosigkeit führten. Er ist Vater von neun Kindern, sieben Mädchen und zwei Jungen.

## Sprechertätigkeit
- Today, am 6. Januar 2011 (Einleitung)
- Late Night with Jimmy Fallon am 6. Januar 2011